# Еоцен-олігоценове вимирання
Еоце́н-олігоце́нове вимира́ння (також відоме щодо європейської фауни як Великий перелом (фр. «Grande Coupure»)) — значні зміни у складі морської і наземної флори і фауни. Розпочалося наприкінці епохи еоцена — початку епохи олігоцену, приблизно 33,9 ± 0,1 млн років тому. Значно поступалося за масштабністю п'яти найсильнішим масовим вимиранням в історії Землі.

## Флора і фауна
В океанах це вимирання було вельми розтягнутим у часі і займало приблизно 4 млн років (кінець середнього і пізній еоцен). Згідно ряду оцінок сумарне вимирання морських тварин склало 3,2 %, що в кілька разів перевищує фоновий показник 0,66 %. Більше половини вимираючих родин наприкінці еоцену належить форамініферам і морським їжакам. На рівні родів відзначається помітне вимирання (близько 15 %) серед морського бентосу. З окремих видів можна виділити зникнення в цей період стародавніх китоподібних — Archaeoceti. Наземні представники фауни зазнали найбільшого вимирання в два етапи. В Північній Америці ссавці зазнали найбільшого вимирання в середині олігоцену, в цей час зникло багато примітивних родин, наприклад, бронтотерієві, епоїкотерії, Pantolestidae і ряд родин гризунів. В Європі пік вимирання ссавців припав на рубіж еоцену і олігоцену, в науковому середовищі події в Європі носять назву «Великий перелом» (фр. «Grande Coupure»), названо так в 1910 р. швейцарським палеонтологом Гансом Стеліном. Близько 33,5 млн років тому, під час приабонського віку, відбулося змішання європейських і азійських видів ссавців, супроводжуване масовим вимиранням європейських ендемічних видів. До вимерлих в той час родин відносять: Palaeotheriidae, Anoplotheriidae, Xiphodontidae, Choeropotamidae, Cebochoeridae, Dichobunidae, Amphimerycidae, Pseudosciuridae, Omomyidae, Adapiformes, Nyctitheriidae тощо.

## Гіпотези щодо причин вимирання
Існує кілька гіпотез, що пояснюють причини вимирання, проте єдиної думки серед палеонтологів з цього питання немає. З обґрунтованих і досить вивчених гіпотез можна виділити:
- Зіткнення з астероїдами. На думку ряду вчених різку зміну клімату, що спричинила вимирання видів, було викликано послідовним ударом двох метеоритів, що впали в Північній Америці — Чесапік-Бей і Сибіру — Попігай[4]. Удари метеоритів викликали різке зниження температури, що спричинило зниження в атмосфері концентрації вуглекислого газу. Ряд метеорологів пов'язують саме з олігоценом процес формування Антарктичного льодовикового щита. Однак при цьому слід зазначити що при падінні астероїдів їх вплив на клімат в геологічному масштабі часу дуже короткочасний[5].
- Виверження супервулканів. Деякі вчені стверджують, що з 47 відомих вивержень супервулканів 23 сталися в цей період вимирання. Величезні площі в Північній Америці були покриті кілометровими шарами відкладень туфу і попелу. Під супервулканічними виверженнями розуміються виверження особливого типу, які відбуваються з системи радіальних тріщин, коли скупчення магми піднімає цілий вулканічний район, а не один вулкан[6]. Відповідно обсяг викидів речовин в атмосферу в рази перевищує обсяги викидів звичайних земних вулканів.
- Зміна клімату при переході між еоценом і олігоценом.
- Часткове затінення Землі гіпотетичними кільцями Землі. В 1980-х роках було висунуто гіпотезу щодо існування в певний період розвитку Землі системи кілець, схожих з кільцями Юпітера. Подальші дослідження можливих кілець Землі наштовхнули деяких вчених на думку про те, що тінь, падаюча від кілець, могла привести до глобального похолодання клімату, яке в свою чергу викликало вимирання багатьох видів морських організмів у пізньому еоцені[7][8].